# Tatjana Nikolenko
Tatjana Nikolenko (kasachisch, engl. Transkription Tatyana Nikolenko; * 2. Januar 2004) ist eine kasachische Tennisspielerin.

## Karriere
Nikolenko spielt nach eigenen Angaben am liebsten auf Hartplätzen und bislang vorrangig auf der ITF Women’s World Tennis Tour, wo sie aber noch keinen Titel gewinnen konnte.
Im Juli 2021 erhielt sie für das Hauptfeld im Damendoppel des President’s Cup zusammen mit ihrer Partnerin Sofja Tschursina eine Wildcard. Sie verloren aber bereits ihr Auftaktmatch gegen Mariam Bolkwadse und Jacqueline Cabaj Awad mit 3:6 und 1:6. Im September 2021 erhielt sie eine Wildcard für die Qualifikation zu den Astana Open, ihrem ersten Turnier der WTA Tour im Einzel. Sie scheiterte dort aber bereits in der ersten Runde gegen Natalja Konstantinowna Wichljanzewa mit 0:6, 6:3 und 1:6.
Bei den Wimbledon Championships 2021 erreichte sie in der Qualifikation zum Juniorinneneinzel mit einem 6:4 und 6:2 Sieg über Klara Milicevic die zweite Runde der Qualifikation, wo sie dann aber Nikola Bartunkova mit 0:6 und 3:6 unterlag. Bei den US Open 2021 verlor sie in der Qualifikation zum Juniorinneneinzel gegen Valencia Xu mit 3:6 und 4:6.